# Beres (Mythologie)
Beres (griechisch Βέρης Bérēs) war der Eponymos der thrakischen Stadt Beres, die möglicherweise mit Beroia zu identifizieren ist.
Theagenes (2. Jahrhundert v. Chr.) schrieb in seinen nicht erhaltenen Makedonika, dass Beres ein Sohn des Makedon und Vater von Mieza, Beroia und Olganos, Eponymen weiterer thrakischer Städte, war. Die Makedonika des Theagenes werden lediglich bei Stephanos von Byzanz zitiert.